# Kæledyrenes hemmelige liv 2
Kæledyrenes hemmelige liv 2 (originaltitel The Secret Life of Pets 2) er en amerikansk computeranimationsfilm fra 2019, produceret af Illumination Entertainment og udgivet af Universal Pictures.